# Bobby Rahal
Robert "Bobby" Rahal, född 10 januari 1953 i Medina i Ohio, är en amerikansk racerförare.

## Racingkarriär
Rahal körde två lopp i formel 1 för Wolf säsongen 1978. Han kom på tolfte plats i det första och tvingades bryta i det andra. 
Han nådde senare framgångar i CART där han vann säsongerna 1986, 1987 och 1991. 
Han blev därefter stallägare i serien och även chef för formel 1-stallet Jaguar säsongen 2001.
Rahal blev invald i International Motorsports Hall of Fame 2004.

## F1-karriär
| Säsong | Stall/Tillverkare | Poäng | Placering |
| ------ | ----------------- | ----- | --------- |
| 1978   | Wolf-Ford         | 0     | –         |

## Champ Car
| Nr | Bana             | År   |
| -- | ---------------- | ---- |
| 1  | Cleveland        | 1982 |
| 2  | Michigan         | 1992 |
| 3  | Riverside        | 1983 |
| 4  | Phoenix          | 1984 |
| 5  | Laguna Seca      | 1984 |
| 6  | Mid-Ohio         | 1985 |
| 7  | Michigan         | 1985 |
| 8  | Laguna Seca      | 1985 |
| 9  | Indianapolis 500 | 1986 |
| 10 | Toronto          | 1986 |
| 11 | Mid-Ohio         | 1986 |
| 12 | Sanair           | 1986 |
| 13 | Michigan         | 1986 |
| 14 | Laguna Seca      | 1986 |
| 15 | Portland         | 1987 |
| 16 | Meadowlands      | 1987 |
| 17 | Laguna Seca      | 1987 |
| 18 | Pocono           | 1988 |
| 19 | Meadowlands      | 1989 |
| 20 | Meadowlands      | 1991 |
| 21 | Phoenix          | 1992 |
| 22 | Detroit          | 1992 |
| 23 | New Hampshire    | 1992 |
| 24 | Nazareth         | 1992 |

| Nr | Bana             | År   |
| -- | ---------------- | ---- |
| 1  | Milwaukee        | 1982 |
| 2  | Michigan         | 1983 |
| 3  | Road America     | 1984 |
| 4  | Mid-Ohio         | 1984 |
| 5  | Sanair           | 1984 |
| 6  | Miami            | 1985 |
| 7  | Phoenix          | 1987 |
| 8  | Milwaukee        | 1987 |
| 9  | Cleveland        | 1987 |
| 10 | Mid-Ohio         | 1987 |
| 11 | Nazareth         | 1987 |
| 12 | Long Beach       | 1988 |
| 13 | Cleveland        | 1988 |
| 14 | Michigan         | 1988 |
| 15 | Road America     | 1988 |
| 16 | Portland         | 1989 |
| 17 | Phoenix          | 1990 |
| 18 | Indianapolis 500 | 1990 |
| 19 | Detroit          | 1990 |
| 20 | Cleveland        | 1990 |
| 21 | Michigan         | 1990 |
| 22 | Surfers Paradise | 1991 |
| 23 | Long Beach       | 1991 |
| 24 | Phoenix          | 1991 |
| 25 | Detroit          | 1991 |
| 26 | Vancouver        | 1991 |
| 27 | Nazareth         | 1991 |
| 28 | Long Beach       | 1992 |
| 29 | Milwaukee        | 1992 |
| 30 | Toronto          | 1992 |
| 31 | Long Beach       | 1993 |
| 32 | Vancouver        | 1993 |
| 33 | Toronto          | 1994 |
| 34 | Surfers Paradise | 1995 |
| 35 | Toronto          | 1995 |
| 36 | Road America     | 1996 |
| 37 | Vancouver        | 1996 |

| Nr | Bana             | År   |
| -- | ---------------- | ---- |
| 1  | Michigan         | 1982 |
| 2  | Pocono           | 1982 |
| 3  | Road America     | 1982 |
| 4  | Mid-Ohio         | 1983 |
| 5  | Pocono           | 1984 |
| 6  | Meadowlands      | 1986 |
| 7  | Phoenix          | 1986 |
| 8  | Toronto          | 1987 |
| 9  | Michigan         | 1987 |
| 10 | Cleveland        | 1989 |
| 11 | Denver           | 1990 |
| 12 | Nazareth         | 1990 |
| 13 | Detroit          | 1991 |
| 14 | Portland         | 1991 |
| 15 | Cleveland        | 1991 |
| 16 | Toronto          | 1991 |
| 17 | Mid-Ohio         | 1991 |
| 18 | Road America     | 1992 |
| 19 | Laguna Seca      | 1992 |
| 20 | Long Beach       | 1993 |
| 21 | Indianapolis 500 | 1994 |
| 22 | Miami            | 1995 |
| 23 | Indianapolis 500 | 1995 |
| 24 | Portland         | 1995 |
| 25 | Toronto          | 1996 |
| 26 | Mid-Ohio         | 1997 |
| 27 | Mid-Ohio         | 1998 |

| Nr | Bana          | År   |
| -- | ------------- | ---- |
| 1  | Mid-Ohio      | 1983 |
| 2  | Michigan      | 1983 |
| 3  | Sanair        | 1984 |
| 4  | Cleveland     | 1985 |
| 5  | Mid-Ohio      | 1985 |
| 6  | Sanair        | 1985 |
| 7  | Michigan      | 1985 |
| 8  | Laguna Seca   | 1985 |
| 9  | Miami         | 1985 |
| 10 | Road America  | 1986 |
| 11 | Phoenix       | 1986 |
| 12 | Toronto       | 1987 |
| 13 | Nazareth      | 1990 |
| 14 | Road America  | 1991 |
| 15 | Milwaukee     | 1992 |
| 16 | New Hampshire | 1992 |
| 17 | Toronto       | 1992 |